# Prezimena na Islandu
Prezimena na Islandu daju se drugačije od većine zapadnih zemalja. Prezimena ne nasljeđuju se, već se dobivaju od direktnih roditelja, oca ili majke.
Islanđani dijele slično kulturno nasljeđe sa skandinavskim narodima. Ostatak skandinavskog naroda prešao je na zapadni sustav davanja obiteljskih imena, dok su Islanđani zadržali stari sustav. Islandski sustav ne koristi obiteljska imena. Prezime označava ime oca (u nekim slučajima, majke), što je patronimičko (ili matronimičko). Neka prezimena postoje na Islandu. Većina njih su naslijedili od roditelja koji nisu s Islanda, ali neka su usvojena.

## Tipično davanje prezimena
Na primjer, muškarac s imenom Jón Einarsson dobije sina Ólafura. Ólafurovo prezime neće biti Einarsson, već Jónsson, što će označavati da je Ólafur sin od Jóna + son (sin). Ista praksa je i kod žena. Kćer od Jón Einarssona po imenu Sigríður neće imati prezime Einarsson, nego će dobiti prezime Jónsdóttir, što u prijevodu znači da je "kćer od Jóna" (dóttir = kćer).
U nekim slučajevima, prezimena mogu nastati od njenih/njegovih roditelja srednjih imena, umjesto od prvih imena. Npr, Jón je sin Hjálmar Örn Vilhjálmsson, može uzeti prezime Hjálmarsson ("sin od Hjálmarsa) ili Arnarson ("sin od Örna"). Ovaj način se rjeđe koristi, više se koristi ako su mu oca više zvali po srednjem imenu ili ako djeci bolje pristaje takvo prezime.
Većina Islanđana nose svoja prezimena po očevima, ali postoje i slučajevi uzimanja i majčinih imena za prezimena. Ponekad dijete ili staratelj ne žele nikakvu povezanost s ocem, neke feministkinje uzimaju majčina imena ili samo radi zvučnosti. U svim slučajevima pravila su ista.

## Kulturne odrednice
Ljudima iz drugih kultura je ponekad čudno što se Islanđani obraćaju osobama s prvim imenom, za razliku od zapadne kulture. Zakonski, prezime je dio imena; ali kulturološki, prezime nije dio imena, već kratak opis o osobi. Na Islandu popis ljudi, telefonski imenici i slično su svrstani prema prvim imenima, a ne po prezimenima.
Primjer je islandska pjevačica i glumica Björk. Za Björk ljudi često griješe i misle da je to njeno umjetničko ime, kao Sting ili Madonna. Ustvari, Björk je njeno prvo ime, dok je njeno prezime Guðmundsdóttir, ali svaki Islanđanin bi joj se obratio, što službeno, što privatno, samo kao Björk. 
Rezultat je da obitelj od četiri člana može imati četiri različita prezimena. Islandske obitelji imale su problem s carinama i policijama drugih zemalja, zato što mislili da su djeca oteta, zbog različitih prezimena.